# Microserica mindoroana
Microserica mindoroana är en skalbaggsart som beskrevs av Brenske 1899. Microserica mindoroana ingår i släktet Microserica och familjen Melolonthidae. Inga underarter finns listade i Catalogue of Life.